# Oboloňský rajón
Oboloňský rajón (ukrajinsky Оболонський район, Obolonskyj rajon) je rajón (okres) na severu Kyjeva.

## Geografie
Rajón se nachází na pravém břehu Dněpru. Nachází se na severní straně Kyjeva a na severu hraničí s Vyšhorodským a Bučským rajónem v Kyjevské oblasti, na jihozápadě s Svjatošynským rajónem a na jihu s Podilským rajónem.

## Historie
Rajón vznikl v 3. března 1973 pod názvem Minský rajón, do rajónu byli přidány čtvrti Kurevnivka, Oboloň, Minský masyv a Priorka. Podle rozhodnutí zasedání městské rady v Kyjevě v roce 2001 byl vrácen historický název okresu (Oboloňskyj) a bylo do něj zahrnuto území Pušča-Vodyci.
V současné době se Oboloňský rajón v Kyjevě rozkládá na ploše 110,2 km², kde žije více než 320 tisíc lidí.

## Obyvatelstvo

### Počet obyvatel
| Rok            | 2001    | 2008    | 2020    |
| -------------- | ------- | ------- | ------- |
| Počet obyvatel | 306 173 | 311 947 | 320 300 |

### Struktura populace
- Struktura obyvatel z roku 2001

## Doprava

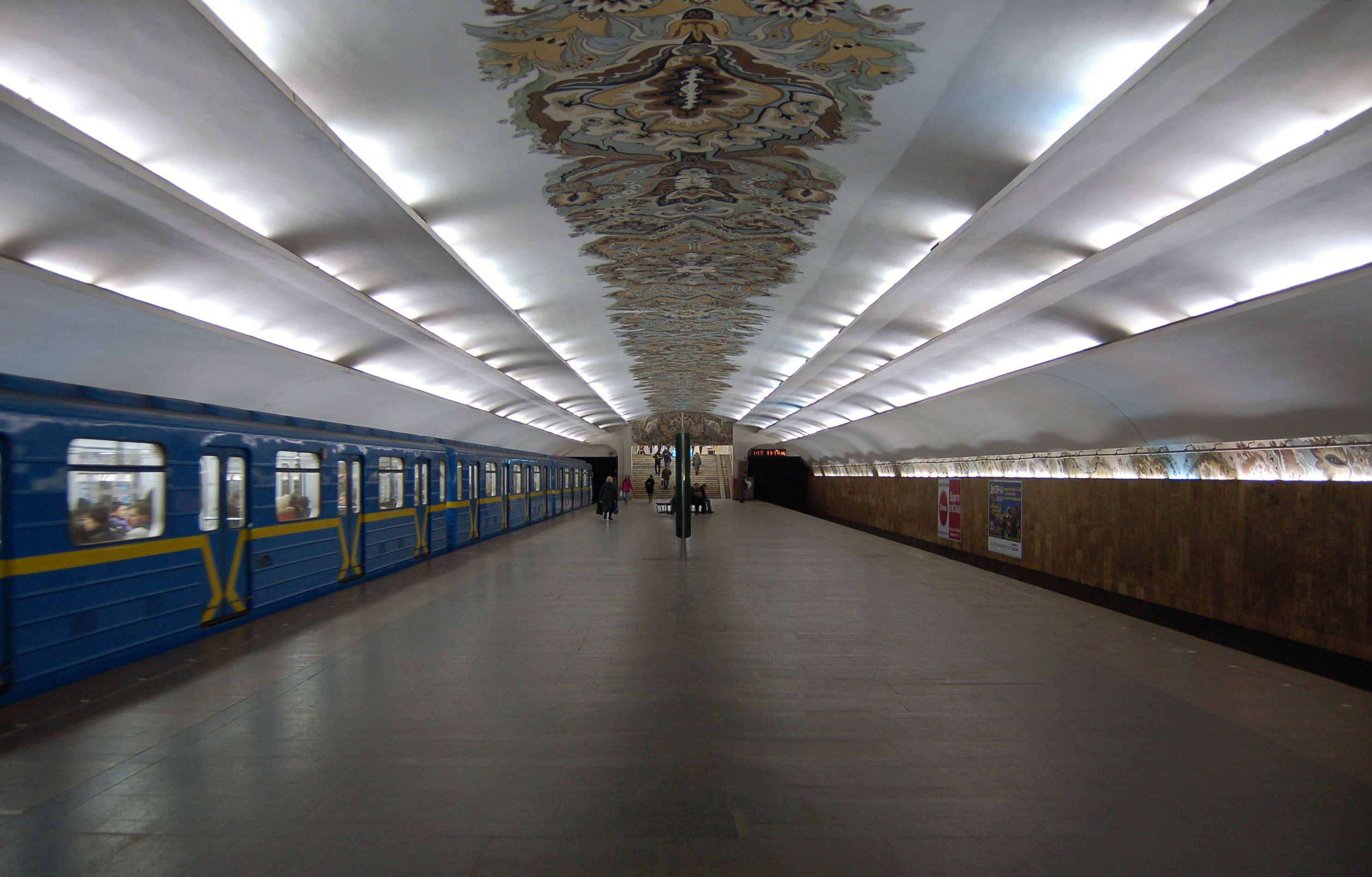
Stanice metra Minska na Oboloňském prospektu ve čtvrti Oboloň

Hlavní třidou je Oboloňský prospekt a prospekt Stepana Bandery. Rajónem prochází silnice P07, která vede do běloruského Mazyru a P69, která vede do Vyšhorodu. Na hranici s Svjatošynským rajónem se nachází dálnice M07.
Rajón obsluhuje Kyjevské metro, konkrétně druhá linka, rajón obsluhují čtyři stanice Počajna, Oboloň, Minska, Herojiv Dnipra. Rajón ale také obsluhuje Kyjevská městská železnice (zastávky Vyšhorodska a Počajna), ale také tramvajové linky 19, 18, 17, 16, 12 a 11 a mnoho dalších trolejbusových a autobusových linek.